# Ryan Collins
Ryan Collins (Sand Springs, 9 ottobre 1985) è un wrestler statunitense.
È stato sotto contratto con la WWE, e lottava nel settore di sviluppo NXT con il ring name Brandon Traven.

## Carriera

### World League Wrestling
Collins debutta nel mondo del wrestling nel 2008, lottando come Brian Breaker principalmente nella World League Wrestling (WLW). Si fa un nome, scalando la classifica della federazione, sconfiggendo molti avversari. Il debutto risale all'8 marzo 2008, quando riesce a vincere subito una Battle Royal. La stessa sera, però, perde contro Dinn T. Moore. Sempre allo stesso show, combatte in coppia con Go Shiozaki, vincendo contro Moore e Dangerous Derek. Allo show successivo, perde contro Derek un match singolo. Il 28 marzo, perde anche contro Akiyago. Il giorno dopo, combatte in coppia con Darin Waid, perdendo contro Moore e Derek. Il 5 aprile, perde contro Wide Chism ma sei giorni dopo, batte Bao Nguyen. Arriva per due volte a conquistare il WLW Heavyeweight Championship, sconfiggendo la prima volta Superstar Stevie il 5 marzo 2010 e la seconda volta Jason Jones in un match dove era in palio il titolo vacante.

### WWE

#### NXT (2012-2013)
Il debutto in WWE di Breaker risale in realtà in un'edizione di Superstars, dove viene sconfitto in pochissimo tempo ds Brodus Clay. Più tardi, firma un contratto di sviluppo con la WWE e viene mandato ad NXT Wrestling per allenarsi. Qui assume il ring name di Brandon Traven. Debutta nell'ultimo show della FCW, il 2 agosto 2012, perdendo un match di coppia con James Bronson, contro Leakee e Big E. Langston. Il debutto televisivo ad NXT, avviene durante l'edizione del 5 settembre, dove perde in pochi secondi contro Brodus Clay. Il 17 ottobre, combatte ancora, perdendo contro Damien Sandow. Il 17 maggio 2013, viene svincolato dalla WWE.

## Mosse finali
- Powerslam
- Spinebuster

## Titoli e riconoscimenti
World League Wrestling
- WLW Heavyweight Championship (2)